# Torneo de las Cinco Naciones 1992
El Torneo de las Cinco Naciones de 1992 fue la 98° edición del principal Torneo del hemisferio norte de rugby.
Esta edición del torneo fue ganada por Inglaterra.

## Clasificación
| Lugar | Selección  | Partidos | Partidos | Partidos  | Partidos | Puntos  | Puntos    | Puntos | Tabla de puntos |
| Lugar | Selección  | Jugados  | Ganados  | Empatados | Perdidos | A favor | En contra | dif.   | Tabla de puntos |
| ----- | ---------- | -------- | -------- | --------- | -------- | ------- | --------- | ------ | --------------- |
| 1     | Inglaterra | 4        | 4        | 0         | 0        | 118     | 29        | +89    | 8               |
| 2     | Francia    | 4        | 2        | 0         | 2        | 75      | 62        | +13    | 4               |
| 3     | Escocia    | 4        | 2        | 0         | 2        | 47      | 56        | -9     | 4               |
| 4     | Gales      | 4        | 2        | 0         | 2        | 40      | 63        | -23    | 4               |
| 5     | Irlanda    | 4        | 0        | 0         | 4        | 46      | 116       | -70    | 0               |

## Resultados
| 18 de enero | Irlanda | 15 - 16 | Gales | Lansdowne Road, Dublín |  |

| 18 de enero | Escocia | 7 - 25 | Inglaterra | Estadio Murrayfield, Edimburgo |  |

| 1 de febrero | Gales | 19 - 29 | Francia | Cardiff Arms Park, Cardiff |  |

| 1 de febrero | Inglaterra | 38 - 9 | Irlanda | Twickenham Stadium, Londres |  |

| 15 de febrero | Irlanda | 10 - 18 | Escocia | Lansdowne Road, Dublín |  |

| 15 de febrero | Francia | 13 - 31 | Inglaterra | Parc des Princes, París |  |

| 7 de marzo | Inglaterra | 24 - 0 | Gales | Twickenham Stadium, Londres |  |

| 7 de marzo | Escocia | 10 - 6 | Francia | Estadio Murrayfield, Edimburgo |  |

| 21 de marzo | Francia | 44 - 12 | Irlanda | Parc des Princes, París |  |

| 21 de marzo | Gales | 15 - 12 | Escocia | Cardiff Arms Park, Cardiff |  |

## Premios especiales
- Grand Slam:  Inglaterra
- Triple Corona:  Inglaterra
- Copa Calcuta:  Inglaterra
- Millennium Trophy:  Inglaterra
- Centenary Quaich:  Escocia